# Ndeye Khady Dieng
Pour les articles homonymes, voir Dieng.
Ndeye Khadidiatou Dieng, dite Khady Dieng, est une joueuse de basket-ball sénégalaise née le 1er décembre 1994 à Dakar.

## Biographie
Khady Dieng grandit à Dakar et joue à l'ASC Ville de Dakar. A 16 ans, elle part étudier et jouer au basket à Eatonton, aux États-Unis.
En 2012, elle remporte le championnat d'Afrique des moins de 18 ans. En 2013, elle rejoint les Auburn Tigers avec qui elle jouera en championnat NCAA de 2015 à 2017.
En janvier 2018, elle rentre au Sénégal et rejoint le Dakar Université Club. Avec le DUC, elle remporte la coupe du Sénégal et atteint les finales du championnat et de la coupe de la ville de Dakar en 2018.

## Équipe nationale
Avec les moins de 18 ans, Khady Dieng remporte l'AfroBasket U18 2012.
Elle fait ses débuts avec les A en 2016. Elle n'est pas retenue pour les Jeux de Rio ni pour le championnat d'Afrique 2017. Elle participe à sa première compétition internationale senior lors de la coupe du monde 2018.

## Palmarès

### Club
- 2018
  - Vainqueur de la coupe du Sénégal
  - Finaliste du championnat du Sénégal
  - Finaliste de la coupe de la ville de Dakar

### Sélection
- 2012
  - Vainqueur du championnat d'Afrique des moins de 18 ans